# Nitty Scott
Nitzia Scott (10 de outubro de 1990), mais conhecida por seu nome artístico Nitty Scott (antigamente conhecida como Nitty Scott, MC) é uma emcee norte-americana do Brooklyn, Nova Iorque. Sua primeira grande oportunidade veio em 2010, quando o vídeo do seu freestyle sobre a base de "Monster" viralizou. Ela já fez performances nos prêmios de hip-hop da BET e no Festival de Hip Hop do Brooklyn, entre outros. Scott lançou seu primeiro álbum The Cassette Chronicles em 2011, seguido do seu aclamado EP The Boombox Diaries, Vol. 1 em 2012 e seu álbum de estúdio de estreia Art of Chill em 2014, seguido de seu segundo álbum Creature! em 2017.

## Biografia
Scott nasceu em Michigan e foi criada em Orlando, na Flórida. Sua mãe é porto-riquenha e seu pai afro-americano de Nova Orleães. Scott começou a fazer rap aos 14 anos, enquanto frequentava a escola de arte com especialização em redação criativa. Ela encontrou na escrita uma forma de expressão pessoal e começou a criar poesia antes de se tornar música. Aos 17 anos, se mudou para o Brooklyn para seguir carreira como rapper. Ela se formou na Escola Secundária para Jornalismo na John Jay High School em Park Slope, Brooklyn. Enquanto morava em Nova Iorque, Scott criou o movimento hip-hop Boombox Family para "preservar e progredir com a cultura hip-hop". Devido a conflitos internos, Scott dissolveu o selo Boombox Family em 2014 e iniciou outros empreendimentos independentes. Em uma entrevista com MSN ela declarou que se não tivesse seguido carreira como música, teria entrado para a faculdade para estudar Jornalismo e Comunicações de Radiofusão.
Em 2011 ela fez uma performance nos prêmios de hip-hop da BET, junto com DJ Premier, Estelle e Lecrae. Também foi parte do line-up do Festival de Hip Hop de Brooklyn de 2011, liderado por Q-Tip. Em 2012, Scott cantou no Festival Royal Arena na Suíça junto com Ice Cube e Mos Def.
Scott lançou seu primeiro EP oficial The Boombox Diaries, Vol. 1 em 28 de agosto de 2012. O disco teve produção de 6th Sense, AraabMuzik, Cassius Clay, DJ Tedsmooth, !llmind and J57, e participações de Kendrick Lamar, Action Bronson e The Kid Daytona, entre outros. Foi apoiado pelo single "Auntie Maria's Crib". O EP foi Escolha do Editor na publicação DJ Booth. Em uma crítica positiva, Nick De Molina da revista XXL deu a nota XL, descrevendo Nitty Scott como uma "rapper consciente" e elogiando a produção, chamando-a de "forte e diversificada".
Em 16 de junho de 2013, Scott lançou o clipe da música "Flower Child" com Kendrick Lamar no MTV Jams. A gravação foi totalmente financiada com apoio de fãs e colaboradores da sua campanha no Kickstarter. Em 23 de maio de 2014, Scott lançou seu álbum de estreia The Art of Chill.

## Estilo musical e influências
O estilo de rap de Scott já foi comparado com os de MC Lyte, Lauryn Hill, Ladybug Mecca e Big Pun. Ela já disse que foi influenciada pelo Wu-Tang Clan, A Tribe Called Quest e Slum Village, entre outros.

## Discografia

### Álbuns solo
- The Art of Chill (2014)
- CREATURE! (2017)

### Álbuns colaborativos
- Westside Highway Story (2016, com Salaam Remi, Joell Ortiz e Bodega Bamz lançado sob o nome de No Panty)

### EPs
- The Boombox Diaries, Vol. 1[13] (2012)

### Mixtapes
- 2011 – The Cassette Chronicles[14]
- 2011 – Doobies x Popsicle Sticks[15]

### Singles
- 2011 – "Truth"[16]
- 2012 – "Auntie Maria's Crib"[10]
- 2016 – "Hieroglyphics"
- 2016 – "Negrita"
- 2016 – "All The Flowers"
- 2016 – "We Are One"
- 2017 – "BBYGRL"
- 2017 – "Buddhaveli"[17]

### Singles onde aparece como participação especial
- 2013 – "Dusk Till Dawn" (Syler com DJ JS-1 e Nitty Scott, MC)[18]
- 2015 – "Not Impressed" (com Julie Anne San Jose)

### Participações especiais
- 2010 – "Pop a Bottle (Remix)" (Paris Jones com Nitty Scott, MC e VA)[19]
- 2011 – "Daydream" (Rocky Rivera com Nitty Scott, MC)[20]
- 2011 – "Black Swan" (Statik Selektah com Nitty Scott, MC e Rapsody)[21]
- 2012 – "How I Fly" (Styles P com Nitty Scott, MC, Currensy e Avery Storm)[22]
- 2012 – "Paid Dues" (Esohel com Nitty Scott, MC)[23]
- 2012 – "Fatal Attraction" (Jared Evan com Nitty Scott, MC)[24]
- 2012 – "Never Back Down" (Rah Digga com Nitty Scott, MC)[25]
- 2012 - "Red Sky Morning" (Gangstagrass com Nitty Scott, MC)[26]
- 2012 - "Country Blues" (Gangstagrass com Brandi Hard & Nitty Scott, MC)[26]
- 2012 – "Any Means Necessary" (Kinetics com Nitty Scott, MC)
- 2012 – "Strangers" (Kinetics & One Love com Nitty Scott, MC)
- 2013 – "World Premiere" (Megadon com Nitty Scott, MC e Mr. Cheeks)[27]
- 2013 – "Like a Prayer" (J57 com Nitty Scott, MC)[28]
- 2013 – "We Ain't You" (Troy Ave com Nitty Scott, MC e CJ Fly)[29]
- 2013 – "Bars For Days" (Termanology com Nitty Scott, MC e Easy Money)[30]
- 2013 – "Boyz II Men" (Blu & Nottz com Nitty Scott, MC)[31]
- 2015 – "Not Impressed" (Julie Anne San Jose com Nitty Scott, MC)[32]

### Videoclipes
- 2010 – "Monster (Freestyle)"
- 2011 – "Tell Somebody" (Dirigido por Conor Shillen)
- 2011 – "Auntie Maria's Crib" (Dirigido por Giuliano Jules)
- 2012 – "Bullshit Rap" (Dirigido por Donald Robinson Cole e Robert Adam Mayer)
- 2012 – "Express Yourself" (Dirigido por Ulysses)
- 2012 – "Planes, Trains and Automobiles" (Dirigido por Luke Wilson e Alexander Akande)
- 2012 – "Paid Dues" (Dirigido por Sense Hernandez)
- 2013 – "World Premiere" (Dirigido por Donald Robinson Cole)
- 2013 – "Bath Salt (Freestyle)" (Dirigido por Streets Riley)
- 2013 – "Flower Child" (Dirigido por Anthony Sylvester)
- 2013 – "Skippin Clouds" (Dirigido por Kendra MacLeod)
- 2015 – "Generation Now" (Dirigido por Nitzia Scott)
- 2015 – "U.F.O. (Unfiltered Offering)" (Dirigido por John Greene)
- 2017 – "Pxssy Powah!" (Dirigido por Damien Sandoval)
- 2017 – "La Diaspora" (Dirigido por Cutter Hodierne)